# Rudicetus squalodontoides
Il rudiceto (Rudicetus squalodontoides) è un cetaceo estinto, appartenente agli odontoceti. Visse nel Miocene medio-superiore (circa 13 - 11 milioni di anni fa) e i suoi resti fossili sono stati ritrovati in Europa. 

## Descrizione
Noto principalmente per un paio di crani, questo animale doveva essere molto simile a un delfino attuale, anche se possedeva alcune caratteristiche arcaiche. Rudicetus era caratterizzato da un cranio quasi simmetrico, lungo circa 45 centimetri, dotato di circa 30 denti conici e appuntiti nella mascella superiore; i denti posteriori erano dotati di denticoli accessori. La punta della premascella era ampia e a forma di pomello; il vertice cranico era ampio, piatto e basso, mentre le ossa nasali erano più piccole di quelle frontali nella zona del vertice. Altre caratteristiche che lo distinguevano dalle forme simili erano il margine anteriore del nasale rettilineo, la sutura naso-frontale convessa anteriormente, una porzione posteriore del cranio piuttosto stretta con uno scudo occipitale ristretto lateralmente, e un processo zigomatico dell'osso squamoso allungato. 

## Classificazione
Questo animale venne descritto per la prima volta nel 1878 da Giovanni Capellini, sulla base di un cranio incompleto ritrovato nella pietra leccese in Salento (Puglia, Italia meridionale). Capellini ascrisse il fossile al genere Priscodelphinus, istituendo la specie P. squalodontoides. Una ridescrizione operata da Bianucci nel 2001, sulla base anche di un ulteriore cranio più completo, ha indicato che questo animale doveva essere ascritto a un genere a sé stante, Rudicetus. Altri fossili attribuiti con qualche dubbio a questo genere sono stati in seguito ritrovati in Portogallo. Rudicetus squalodontoides appartiene ai kentriodontidi, un gruppo di odontoceti simili a delfini, ma dotati di alcune caratteristiche arcaiche. In particolare, questo animale sembrerebbe essere parte della sottofamiglia Kentriodontinae, a causa del vertice cranico basso, piatto e ampio.